# Red Bull Cliff Diving World Series
Red Bull Cliff Diving World Series is een klifduikcompetitie waarbij verschillende deelnemers van een hoogte tussen 26 en 29 meter moeten duiken in het water. De deelnemers worden beoordeeld op de nauwkeurigheid van de stunten die ze doen in het water.